# 5. okręg wyborczy w Oregonie
Piąty okręg wyborczy w Oregonie co dwa lata wybiera swojego przedstawiciela do Izby Reprezentantów Stanów Zjednoczonych. W skład okręgu wchodzą hrabstwa Lincoln, Marion, Polk i Tillamook, a także części hrabstw Benton, Clackamas i Multnomah. Okręg został utworzony po spisie ludności w 1980 roku, gdy stan Oregon zyskał piątego przedstawiciela w Izbie Reprezentantów. Pierwsze wybory w okręgu przeprowadzono jesienią 1982 roku. Przedstawicielem okręgu w 110. Kongresie Stanów Zjednoczonych jest demokratka, Darlene Hooley.

## Chronologiczna lista przedstawicieli
|   | Przedstawiciel      | Data objęcia urzędu | Data opuszczenia urzędu | Partia polityczna    |
| - | ------------------- | ------------------- | ----------------------- | -------------------- |
| 1 | Denny Smith         | 3 stycznia 1983     | 3 stycznia 1991         | Partia Republikańska |
| 2 | Michael J. Kopetski | 3 stycznia 1991     | 3 stycznia 1995         | Partia Demokratyczna |
| 3 | Jim Bunn            | 3 stycznia 1995     | 3 stycznia 1997         | Partia Republikańska |
| 4 | Darlene Hooley      | 3 stycznia 1997     | 3 stycznia 2009         | Partia Demokratyczna |
| 5 | Kurt Schrader       | 3 stycznia 2009     |                         | Partia Demokratyczna |